# Complesso nebuloso molecolare di Monoceros R2
Il Complesso nebuloso molecolare di Monoceros R2, noto anche come Nube molecolare di Monoceros R2, è una nube molecolare gigante prevalentemente non illuminata, situata nella parte sudoccidentale della costellazione dell'Unicorno; si tratta di un sistema di polveri posto ad una latitudine galattica molto elevata, al di sotto del piano della Via Lattea, a circa 830 parsec (2700 anni luce) dal sistema solare.
La caratteristica più notevole del complesso è data dalla presenza di un gran numero di nebulose a riflessione, illuminate dalle stelle calde e blu dell'associazione Monoceros R2, un'associazione OB formatasi dagli stessi gas che ora illumina; queste stelle, facenti parte del primo ciclo di formazione stellare del complesso, imprimono al gas un colore marcatamente bluastro, ben visibile anche con strumenti amatoriali o nelle fotografie.
Nel cuore del complesso nebuloso ha luogo un secondo ciclo di formazione stellare, come si evince dalla presenza di un ricco ammasso aperto in formazione costituito in prevalenza da stelle di piccola e media massa, ben visibili nelle rilevazioni condotte nella banda dell'infrarosso.

## Osservazione

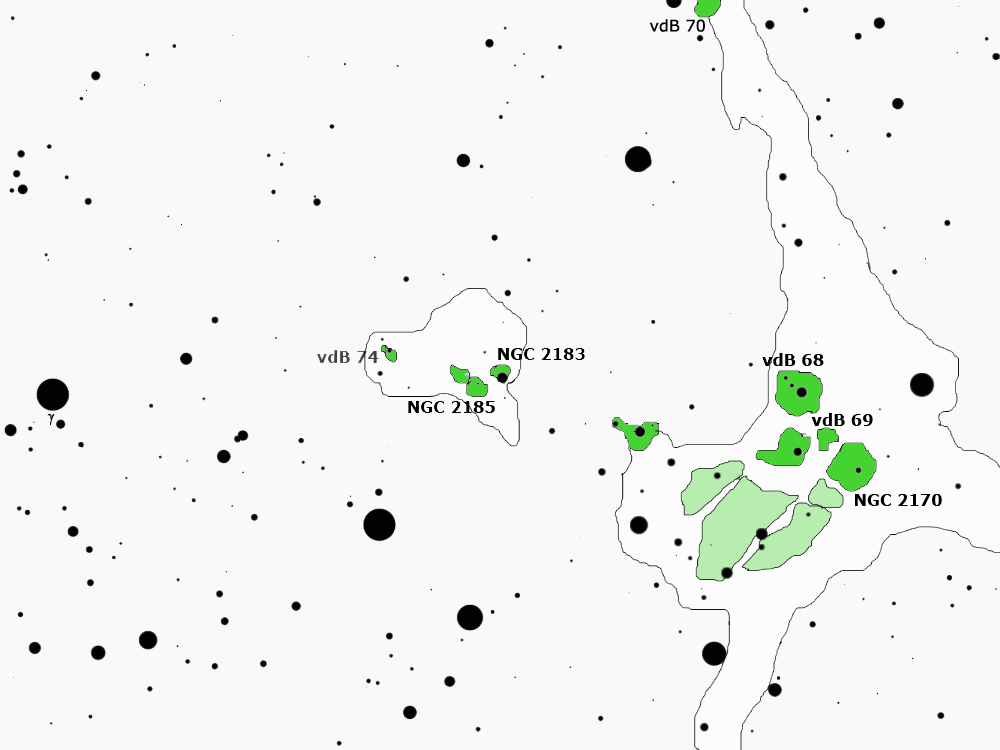
Mappa del Complesso di Monoceros R2, con evidenziate tutte le strutture; la stella luminosa a sinistra è.

Il complesso di Monoceros R2 si osserva nella parte sudoccidentale della costellazione, ad est della Nebulosa di Orione e poco a sudovest dell'Anello di Barnard, il quale però non si trova fisicamente vicino al complesso; la sua posizione può essere individuata con discreta facilità, grazie alla presenza della stella γ Monocerotis, una gigante arancione di magnitudine 3,99. Utilizzando questa stella come riferimento, il complesso può essere osservato a partire da 1° in direzione ovest; in particolare, proprio a 1° si ritrovano alcune nebulose a riflessione, catalogate come NGC 2185 e NGC 2183, che sono anche le più luminose della regione. Queste nubi possono essere osservate anche direttamente senza l'ausilio di filtri, grazie alla loro luminosità, con un telescopio amatoriale di media potenza; sebbene occorra un cielo molto buio e nonostante le piccole dimensioni delle nebulose, queste si rivelano come delle piccole macchie chiare che circondano delle stelle bluastre di decima e undicesima magnitudine.
Circa 1° ad ovest di queste nubi si trova la parte centrale del complesso; qui si estendono altre nebulose a riflessione, più ampie delle precedenti, disposte ad arco. La più meridionale è anche la più luminosa ed è catalogata come NGC 2170 (vdB 67); ad illuminarla vi è una stella blu di classe spettrale B di decima magnitudine. A nord, le altre due nubi, vdB 68 e vdB 69, sono illuminate da altrettante stelle di grande massa. Tutte queste nebulose sono osservabili con facilità e sono illuminate delle stelle più massicce del complesso nebuloso, membri dell'associazione OB Monoceros R2.
Il complesso giace ad ovest della scia luminosa della Via Lattea; trovandosi ad una declinazione di appena 6° sud, può essere osservata da tutte le regioni popolate della Terra. Dal polo sud appare circumpolare, mentre resta invisibile soltanto dalle regioni più prossime al polo nord; alle latitudini della foresta amazzonica e del Congo si presenta allo zenit nelle sere dei mesi di gennaio e febbraio. Dalle regioni mediterranee e dall'America settentrionale è un oggetto del cielo invernale e si mostra discretamente alto sull'orizzonte meridionale; al contrario, dall'emisfero australe è un oggetto visibile specialmente nelle sere estive, in direzione nord e leggermente più alto sull'orizzonte.

## Ambiente galattico

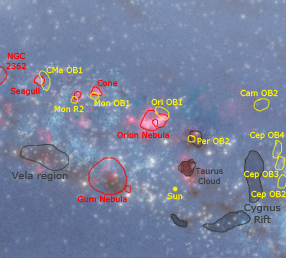
Mappa della regione galattica fra il Sole (in basso a destra rispetto al centro) e il complesso di Monoceros R2 (in alto a sinistra rispetto al centro).

Il complesso di Monoceros R2 si trova all'interno del Braccio di Orione alla distanza di 830 parsec, in una regione del braccio relativamente periferica situata a circa 1800 parsec di distanza dal bordo più interno del Braccio di Perseo, su cui giace la Nebulosa Rosetta e l'associazione Monoceros OB2, ad essa connesso. L'ambiente galattico compreso fra il complesso di Mon R2 e Mon OB2 coincide con lo spazio inter-braccio, una regione povera di gas interstellare e dunque anche di fenomeni di formazione stellare, da cui deriva l'assenza di stelle di grande massa e la bassa luminosità di tutti gli spazi inter-braccio in generale, che contengono in prevalenza stelle di piccola massa. Ad appena 150-200 parsec in direzione nord si trova un complesso nebuloso molto simile a Mon R2 come dimensioni, sebbene abbia delle caratteristiche completamente differenti: si tratta del complesso nebuloso molecolare di Monoceros OB1, che include la ben nota Nebulosa Cono e in cui sono in atto fenomeni di formazione stellare su larga scala che portano alla nascita di stelle massicce e, soprattutto, di un gran numero di stelle di piccola e media massa; questo complesso, a differenza di Mon R2, giace quasi esattamente sul piano galattico. su una latitudine galattica molto settentrionale, quasi all'esterno del piano galattico e in corrispondenza del complesso di Mon R2, si trova uno degli ammassi aperti più vecchi e più noti conosciuti, il celebre M67, nella costellazione del Cancro.
A circa 400 parsec in direzione del Sole, ad una diversa latitudine galattica, si trova la regione nebulosa di Orione, dominata dai due complessi nebulosi di Orion A e Orion B e dalla Nebulosa di Orione, in cui è compresa anche la Regione di Lambda Orionis e alcune delle regioni periferiche del complesso, come filamenti di gas e piccole regioni in cui è attiva la formazione stellare. Il vento stellare delle stelle massicce del complesso di Orione ha generato una superbolla i cui confini sono evidenziati dall'Anello di Barnard, che si trova a pochi gradi in direzione nordovest rispetto a Mon R2; tuttavia, quest'anello di gas non è fisicamente legato al complesso Mon R2, dato che si trova molto più vicino al Sole.
A circa 400 parsec di distanza da Mon R2 giace l'associazione Canis Major OB1, legata alla regione nebulosa della Nebulosa Gabbiano e alle nebulose a riflessione ad essa associate, come vdB 88 e vdB 90; la Nebulosa Gabbiano è una grande regione H II in cui hanno luogo fenomeni di formazione stellare.

## Caratteristiche e struttura

Il grande filamento gassoso che si estende a nord del complesso; nell'immagine si intravede una sottile striscia scura che attraversa l'immagine dall'alto verso il basso e oscura le stelle retrostanti.

La caratteristica più notevole della regione è un'ampia sequenza di nebulose a riflessione, estesa fino a 2° sulla volta celeste; queste nebulose sono illuminate da un gruppo di stelle giovani e molto calde, di grande massa e di classe spettrale B e A, che costituiscono un'associazione stellare; le è stata assegnata la sigla R2 poiché fu la seconda associazione OB scoperta nella costellazione dell'Unicorno che appare associata a delle nebulose a riflessione, dopo Mon R1, facente parte di Mon OB1. La regione centrale del complesso nebuloso si trova in coincidenza delle nubi vdB 67 e vdB 69, in cui sono attivi dei fenomeni di formazione stellare. Le stelle dell'associazione sono in prevalenza di classe B, ossia stelle dal colore azzurro; la loro età si aggira sui 6-10 milioni di anni e rappresentano la generazione stellare più massiccia che abbia avuto luogo nella regione. Queste stelle illuminano le stesse nubi da cui si sono formate; infatti data la loro giovane età, il loro vento stellare non ha ancora disperso i banchi di gas attorno ad esse.
Le nebulose a riflessione costituiscono una piccolissima parte illuminata di un grande complesso nebuloso molecolare, ben percepibile nelle foto astronomiche molto sensibili alla luce in quanto oscura i campi stellari di fondo, tracciando una serie di sagome oscure in questa parte di cielo; il cuore del complesso è costituito da quattro maggiori addensamenti, noti come LDN 1643, 1644, 1645 e 1646, le cui parti illuminate coincidono con le nubi a riflessione del catalogo van den Bergh. Gran parte di queste nebulose a riflessione presentano un picco delle emissioni del CO, mostrando anche un'elevata temperatura; a questa stessa lunghezza d'onda è stato identificato lo stesso corpo centrale del complesso nebuloso molecolare, tramite mappature sempre più precise della regione nella banda del 12CO. La massa totale del complesso si aggira sulle 90.000 M⊙.
Le aree periferiche del complesso presentano delle strutture filamentose di gas, identificate sempre tramite le osservazioni e le mappature al CO, che si estendono in direzione nord-sud; il maggiore di questi filamenti sembra partire dalla regione centrale ed estendersi in particolare verso nord, discostandosene di circa 2°. Secondo uno studio sulla velocità globale del complesso compiuto nella banda del CO, esso sembra coincidere con una superbolla in espansione il cui centro coincide a sua volta con la nube NGC 2182; la fonte dell'energia che produce l'espansione della superbolla non è ben definita, mentre la sua età dinamica sarebbe pari a circa 4 milioni di anni.
La distanza del complesso è stata inizialmente stimata, tramite la spettroscopia e la fotometria delle sue stelle più brillanti, in 830±50 parsec (2706±163 anni luce); questa misurazione è considerata ancora la più accurata e precisa, pertanto appare la più accettata dalla comunità scientifica. In passato sono stati proposti altri valori di distanza, tutti comunque compresi fra i 700 e i 950 parsec, accettando pertanto la sua posizione nello stesso ambiente galattico del complesso di Monoceros OB1.

## Fenomeni di formazione stellare

La parte centrale del complesso; la nube rossastra posta fra le tre nebulose a riflessione più luminose è la regione ionizzata in cui si trova l'ammasso centrale.

Il complesso ha subito due ondate di fenomeni di formazione stellare. Il primo, risalente a circa 6 milioni di anni fa, è quello che ha generato le stelle di grande massa osservabili nella regione e costituenti l'associazione Mon R2, responsabili dell'illuminazione delle nebulose a riflessione; l'età di queste stelle è paragonabile a quella della superbolla in espansione. La seconda ondata invece è ancora in atto ed è testimoniata dalla presenza all'interno delle nubi oscure di piccole regioni di idrogeno ionizzato, maser e oggetti HH; secondo i modelli evolutivi, la seconda ondata di formazione stellare sarebbe stata causata dall'azione combinata del vento stellare delle giovani giganti della prima ondata, che avrebbe compresso ulteriormente i gas delle nubi attorno a loro. La prima ondata di formazione stellare invece avrebbe un'origine completamente diversa; secondo uno studio del 1998, la compressione iniziale dei gas del complesso sarebbe avvenuta circa 6 milioni di anni fa ad opera di un'enorme superbolla, denominata GSH 238+00+09, che si sarebbe originata in una regione intermedia fra gli attuali complessi nebulosi di Orione e della Nebulosa di Gum, la cui espansione avrebbe compresso i gas attorno alla regione e avrebbe provocato la formazione stellare sia nel Complesso di Orione, sia in quello di Mon R2; l'origine di questa grande superbolla potrebbe essere l'associazione stellare denominata Cr 121, visibile in direzione del Cane Maggiore.
Nel nucleo del complesso è stato individuato, tramite osservazioni all'infrarosso, un ammasso di stelle ben avvolto nelle polveri e nei gas; quest'ammasso si estende per circa 4,5' x 8,5', corrispondenti a 1,1 x 2,1 parsec, e contiene un gran numero di sorgenti di raggi X, identificate dal Telescopio Chandra e coincidenti con altrettanti oggetti stellari giovani. Le sue stelle più giovani sono delle protostelle di Classe I, e sono distribuite in modo non simmetrico, secondo la stessa distribuzione del gas, mentre le stelle un po' più evolute (Classe II) mostrano una distribuzione più estesa; oltre alle componenti stellari, sono noti anche una quindicina di getti minori di idrogeno molecolare, generati da giovanissime stelle in formazione di Classe 0. A questi si aggiunge un potente flusso di CO, uno dei più massicci conosciuti, che ha generato con la sua onda d'urto una grande cavità all'interno del cuore del complesso. La regione meridionale e nordorientale dell'ammasso è ricca di piccoli globuli nebulosi dall'aspetto cometario o bipolare, la cui forma suggerisce che si tratta di protostelle ancora avvolte dal loro disco di accrescimento; queste stelle appaiono disposte in lunghe concatenazioni.
All'interno di quest'ammasso sono state scoperte cinque sorgenti infrarosse di discreta potenza, catalogate come IRS 1, IRS 2, IRS 3, IRS 4 e IRS 5, cui si aggiungono altre due sorgenti (IRS 6 e IRS 7) individuate nella banda dell'Hα. IRS 3 è la più complessa: è circondata da una nube di forma conica e contiene sei sorgenti luminose, raggruppate in due sottogruppi identificati come IRS 3A e IRS 3B; quest'ultima mostra ai suoi bordi tre getti di materia, originatisi dalle componenti interne alla sorgente ed emanate da stelle in formazione. Fra le componenti molecolari della sorgente IRS 3 sono stati scoperti anche idrocarburi policiclici aromatici, le cui linee di assorbimento sono state individuate nello spettro infrarosso della sorgente. Le sorgenti IRS 1 e IRS 2 sono circondate da un'unica nebulosa a riflessione a forma di anello fortemente polarizzata; queste due sorgenti, assieme a IRS 3, sono le più brillanti del complesso: IRS 1 domina nella lunghezza d'onda a 20 μm, IRS 2 domina a 10 μm. La luminosità delle tre sorgenti è stata stimata pari a 3000 L⊙, 6500 L⊙ e 14000 L⊙ rispettivamente.
Fra gli oggetti HH, i più notevoli sono HH 866, coincidente con la sorgente IRAS 06046-0603, HH 272 e HH 273, costituenti la regione GGD 16-17, posta nei pressi di IRS 1 e in cui sono attivi dei fenomeni di formazione stellare minori..

### Testi generali
- (EN) Stephen James O'Meara, Deep Sky Companions: Hidden Treasures, Cambridge University Press, 2007, ISBN 0-521-83704-9.
- (EN) Robert Burnham, Jr, Burnham's Celestial Handbook: Volume Two, New York, Dover Publications, Inc., 1978.
- (EN) Thomas T. Arny, Explorations:  An Introduction to Astronomy, 3 updatedª ed., Boston, McGraw-Hill, 2007, ISBN 0-07-321369-1.
- AA.VV, L'Universo - Grande enciclopedia dell'astronomia, Novara, De Agostini, 2002.
- J. Gribbin, Enciclopedia di astronomia e cosmologia, Milano, Garzanti, 2005, ISBN 88-11-50517-8.
- W. Owen, et al, Atlante illustrato dell'Universo, Milano, Il Viaggiatore, 2006, ISBN 88-365-3679-4.

### Testi specifici

#### Sull'evoluzione stellare
- (EN) C. J. Lada, N. D. Kylafits, The Origin of Stars and Planetary Systems, Kluwer Academic Publishers, 1999, ISBN 0-7923-5909-7.
- A. De Blasi, Le stelle: nascita, evoluzione e morte, Bologna, CLUEB, 2002, ISBN 88-491-1832-5.
- C. Abbondi, Universo in evoluzione dalla nascita alla morte delle stelle, Sandit, 2007, ISBN 88-89150-32-7.

#### Sul Complesso di Monoceros R2
- Carpenter, J. M.; Hodapp, K. W., The Monoceros R2 Molecular Cloud, in Handbook of Star Forming Regions, Volume I: The Northern Sky ASP Monograph Publications, vol. 4, dicembre 2008,  p. 899, ISBN 978-1-58381-670-7.

### Carte celesti
- Toshimi Taki, Taki's 8.5 Magnitude Star Atlas, su geocities.jp, 2005. URL consultato il 7 novembre 2010 (archiviato dall'url originale il 5 novembre 2018). - Atlante celeste liberamente scaricabile in formato PDF.
- Tirion, Rappaport, Lovi, Uranometria 2000.0 - Volume II - The Southern Hemisphere to +6°, Richmond, Virginia, USA, Willmann-Bell, inc., 1987, ISBN 0-943396-15-8.
- Tirion, Sinnott, Sky Atlas 2000.0, 2ª ed., Cambridge, USA, Cambridge University Press, 1998, ISBN 0-933346-90-5.
- Tirion, The Cambridge Star Atlas 2000.0, 3ª ed., Cambridge, USA, Cambridge University Press, 2001, ISBN 0-521-80084-6.